# Kabupaten Purworejo
Kabupaten Purworejo är ett kabupaten i Indonesien.   Det ligger i provinsen Jawa Tengah, i den västra delen av landet, 400 km öster om huvudstaden Jakarta. Antalet invånare är 741 866.